# Siparia
Siparia est une ville de l'île de Trinité, chef-lieu de la région de Siparia, à Trinité-et-Tobago.